# Liste der Biografien/Koi
Liste der Biografien |
Portal Biografien |
Personensuche
# |
A |
B |
C |
D |
E |
F |
G |
H |
I |
J |
K |
L |
M |
N |
O |
P |
Q |
R |
S |
T |
U |
V |
W |
X |
Y |
Z |
?
 
Ka |
Kb |
Kc |
Kd |
Ke |
Kf |
Kg |
Kh |
Ki |
Kj |
Kl |
Km |
Kn |
Ko |
Kp |
Kr |
Ks |
Kt |
Ku |
Kv |
Kw |
Ky |
Kx |
Kz
 
Koa |
Kob |
Koc |
Kod |
Koe |
Kof |
Kog |
Koh |
Koi |
Koj |
Kok |
Kol |
Kom |
Kon |
Koo |
Kop |
Kor |
Kos |
Kot |
Kou |
Kov |
Kow |
Kox |
Koy |
Koz
Die Liste der Biografien führt alle Personen auf, die in der deutschsprachigen Wikipedia einen Artikel haben. Dieses ist eine Teilliste mit 132 Einträgen von Personen, deren Namen mit den Buchstaben „Koi“ beginnt.

## Koi
- Koi, Ankathie (* 1983), deutsche Sängerin und KomponistinAnkathie Koi (* 1983)

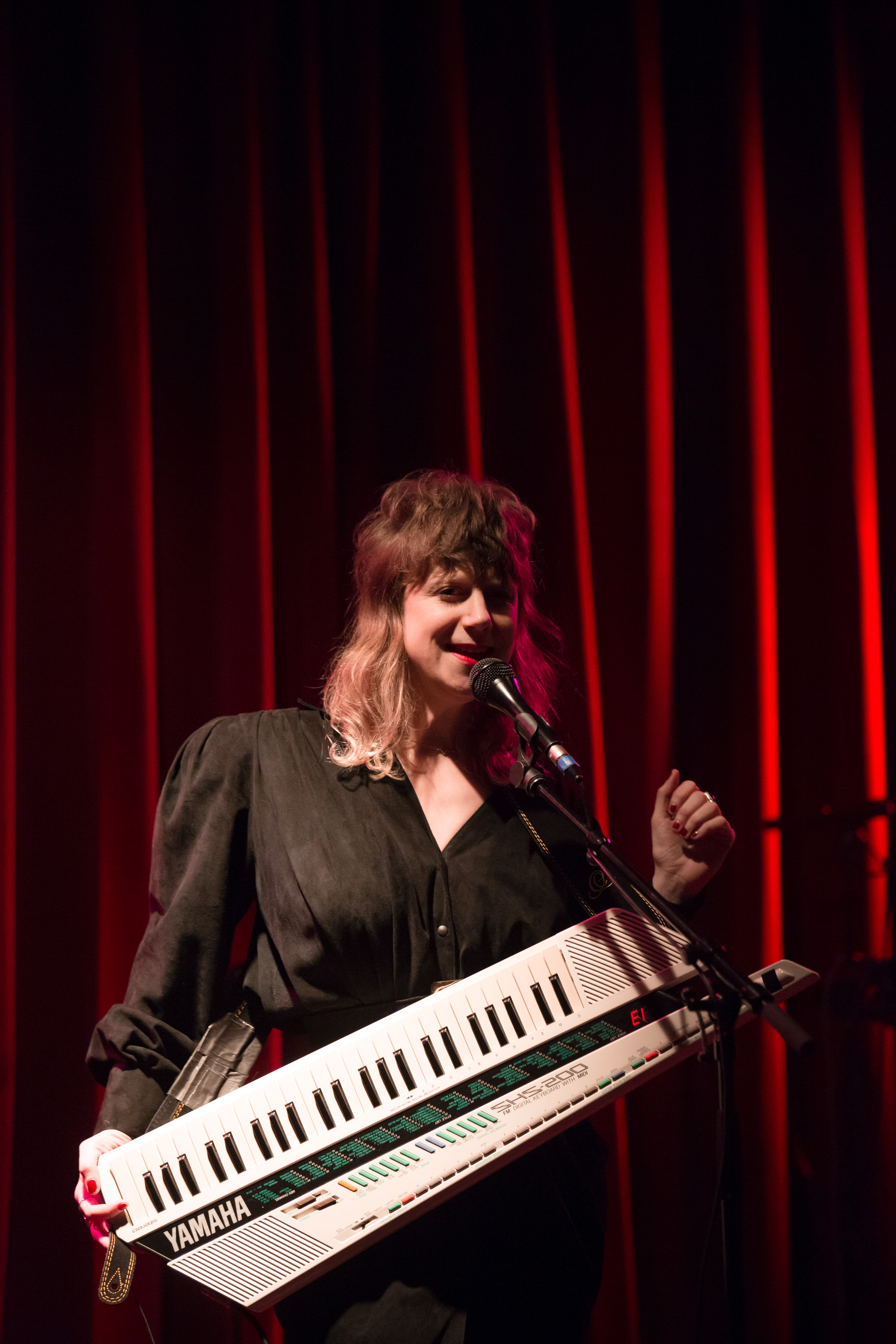
Ankathie Koi (* 1983)

### Koid
- Koidanower, Zwi Hirsch (1655–1712), Rabbiner in Frankfurt am Main
- Koide, Henri (* 2001), Schweizer Fussballspieler
- Koide, Narashige (1887–1931), japanischer Maler
- Koide, Shōta (* 1981), japanischer Fußballspieler
- Koide, Yoshio (* 1942), japanischer Physiker
- Koide, Yūta (* 1994), japanischer Fußballspieler
- Koidl, Roman Maria (* 1967), österreichischer Unternehmer, Kunstmäzen und Buchautor
- Koido, Masaaki (* 1978), japanischer Fußballspieler
- Koidula, Lydia (1843–1886), estnische Schriftstellerin
- Koidzumi, Gen’ichi (1883–1953), japanischer Botaniker

### Koig
- Koigen, David (1879–1933), russisch-deutscher Soziologe und Kulturphilosoph aus jüdischer Familie

### Koik
- Koika, Catherine (* 1959), griechische Diplomatin
- Koikawa, Harumachi (1744–1789), japanischer Schriftsteller, Gesaku-Literat und Ukiyo-e Künstler
- Koike, Akihiro (* 1998), japanischer Fußballspieler
- Koike, Akira (* 1960), japanischer Politiker

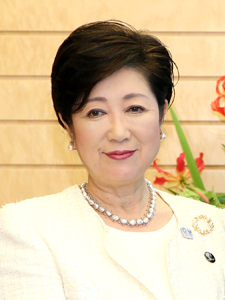
Yuriko Koike (* 1952)

- Koike, Daiki (* 1996), japanischer Fußballspieler
- Koike, Ena (* 2006), japanische Tennisspielerin
- Koike, Junki (* 1987), japanischer Fußballspieler
- Koike, Kazuo (1936–2019), japanischer Comic- und Drehbuchautor
- Koike, Kensuke (* 1980), japanischer Künstler
- Koike, Mariko (* 1952), japanische Schriftstellerin
- Koike, Reizō (1915–1998), japanischer Schwimmer
- Koike, Ryōhei (* 1980), japanischer Fußballspieler
- Koike, Ryūta (* 1995), japanischer Fußballspieler
- Koike, Satomi (* 1950), japanische Eisschnellläuferin
- Koike, Toshiki (* 1974), japanischer Fußballspieler
- Koike, Yūki (* 1986), japanischer Fußballspieler
- Koike, Yūki (* 1995), japanischer Sprinter
- Koike, Yūko (* 1967), japanische Badmintonspielerin
- Koike, Yuriko (* 1952), japanische PolitikerinYuriko Koike (* 1952)
- Koike, Yūta (* 1996), japanischer Fußballspieler
- Koikili (* 1980), spanischer Fußballspieler
- Koikson, Liisi (* 1983), estnische Sängerin

### Koil
- Koiller, Belita (* 1949), brasilianische Physikerin und Hochschullehrerin
- Koilow, Christo (* 1969), bulgarischer Fußballspieler

### Koin
- Koin, Vera C. (* 1946), deutsche Kinderbuchautorin und Musikerin
- Koinegg, Karlheinz (* 1960), deutscher Hörspielautor und Lektor
- Koiner, Simon (1921–1994), österreichischer Landwirt, Multifunktionär und Politiker, Landtagsabgeordneter und Landesrat der Steiermark
- Koinig, Christa (* 1945), österreichische Autorin, Kulturmanagerin und Puppenspielerin
- Koinigg, Helmut (1948–1974), österreichischer Rennfahrer
- Koinos, griechischer Gemmenschneider
- Koinos, König von Makedonien
- Koinos, makedonischer Satrap
- Koinos († 326 v. Chr.), makedonischer Feldherr
- Kointos, griechischer Gemmenschneider
- Koinzer, Joe (* 1949), deutscher Jazzmusiker
- Koinzer, Ullrich (* 1940), deutscher Fußballspieler

### Koio
- Koios, antiker griechischer Toreut

### Koir
- Koirala, Anuradha (* 1949), Frauenrechtlerin
- Koirala, Bishweshwar Prasad (1914–1982), nepalesischer Politiker und Ministerpräsident Nepals
- Koirala, Girija Prasad (1925–2010), nepalesischer Politiker, Ministerpräsident Nepals
- Koirala, Manisha (* 1970), nepalesische Filmschauspielerin in Indien
- Koirala, Matrika Prasad (1912–1997), nepalesischer Politiker, Ministerpräsident Nepals
- Koirala, Sujata (* 1954), nepalesische Politikerin
- Koirala, Sushil (1939–2016), nepalesischer Politiker

### Kois
- Koischwitz, Brigitte (* 1943), deutsche Malerin, Autorin und Schauspielerin
- Koischwitz, Otto (1902–1944), deutsch-amerikanischer Literaturwissenschaftler in New York und Radiomoderator des Großdeutschen Rundfunks
- Koishi, Tatsuomi (* 1977), japanischer Fußballspieler
- Koishi, Tetsuya (* 1990), japanischer Fußballspieler
- Koishikawa, Masahiro (1952–2020), japanischer Astronom
- Koiso Kuniaki (1880–1950), 28. Premierminister von JapanKoiso Kuniaki (1880–1950)

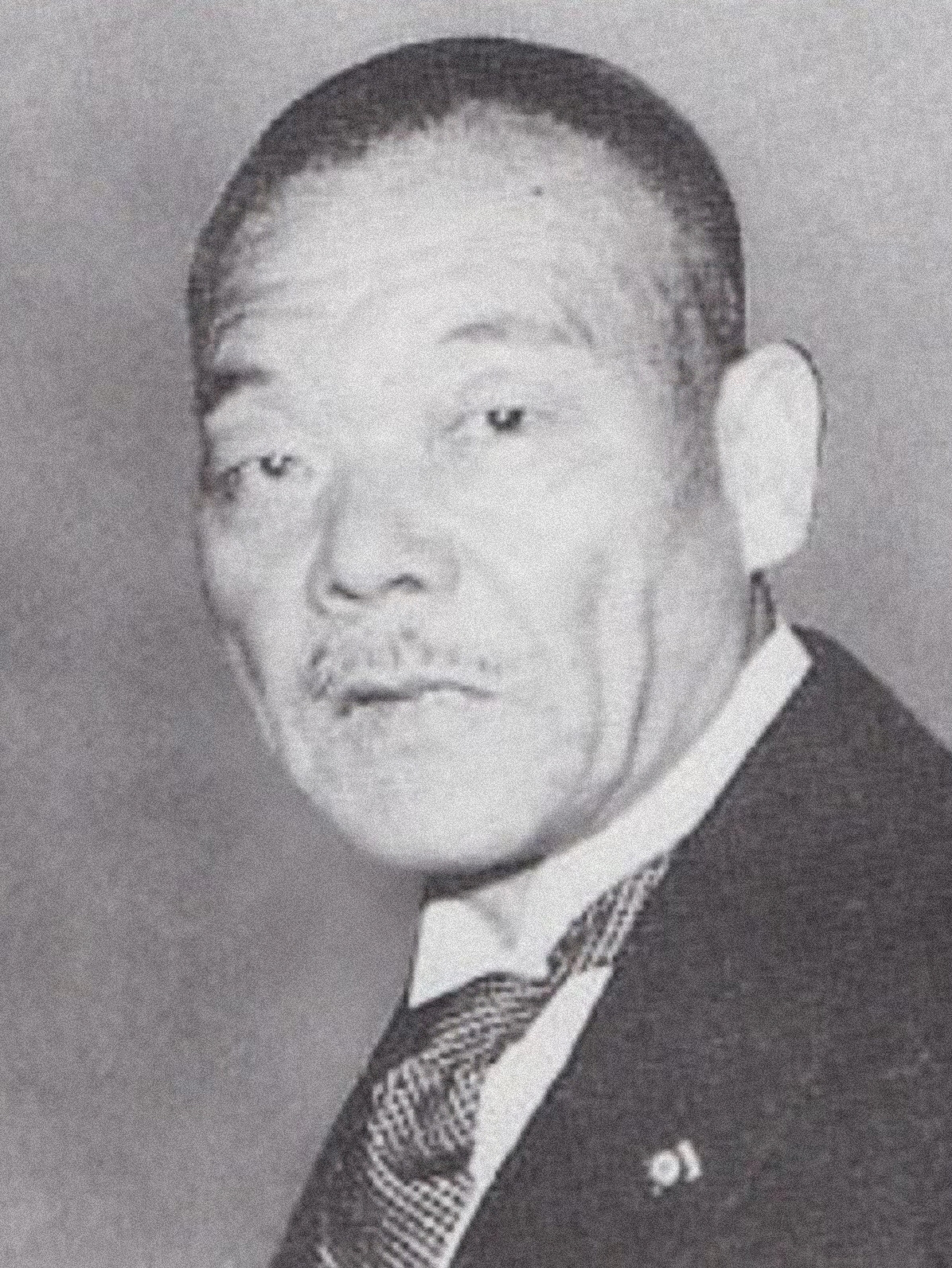
Koiso Kuniaki (1880–1950)

- Koiso, Ryōhei (1903–1988), japanischer Maler
- Koistinen, Ville (* 1982), finnischer Eishockeyspieler

### Koit
- Koita, Bengali-Fodé (* 1990), französischer Fußballspieler
- Koita, Mamby (* 1998), malischer Fußballspieler
- Koita, Moussa (* 1982), französisch-senegalesischer Fußballspieler
- Koïta, Sékou (* 1999), malischer Fußballspieler
- Koita, Yaguine (1984–1999), guineischer blinder Passagier
- Koïta, Youba (* 2006), malischer Fußballspieler
- Koité, Habib (* 1958), malischer MusikerHabib Koité (* 1958)

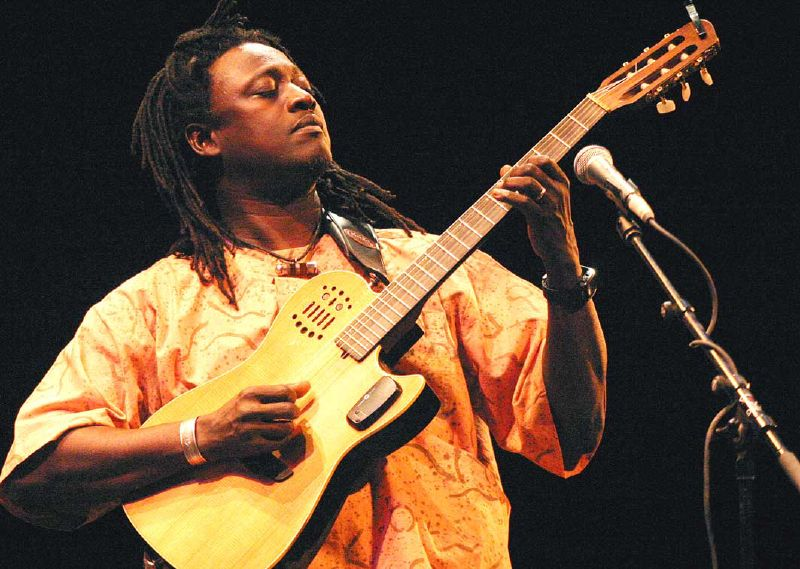
Habib Koité (* 1958)

- Koiter, Warner T. (1914–1997), niederländischer Ingenieurwissenschaftler für Mechanik
- Koitka, Heinz-Josef (* 1952), deutscher Fußballtorwart
- Koitka, Kai (* 1981), deutscher Fußballspieler
- Koitmaa, Villem-Henrik (* 1990), estnischer Eishockeytorwart
- Koito, Gentarō (1887–1978), japanischer Maler
- Koito, Kei (* 1950), japanische Organistin, Musikpädagogin und Komponistin
- Koits, Peter (* 1941), österreichischer Politiker (SPÖ)
- Koitsch, Christian Jacob (1671–1734), deutscher pietistischer Theologe und Kirchenlieddichter
- Koitz, Babsi (* 1980), österreichische Tänzerin
- Koitz, Hans-Georg (* 1935), deutscher Geistlicher, Weihbischof im Bistum Hildesheim
- Koitzsch, Helmut (1924–2003), deutscher Fußballspieler

### Koiv
- Kõiv, Kauri (* 1983), estnischer Biathlet
- Kõiv, Madis (1929–2014), estnischer Schriftsteller, Physiker und Philosoph
- Kõiv, Salme (1909–2007), estnische Journalistin und Schriftstellerin
- Koivisto, Arto (* 1948), finnischer Skilangläufer
- Koivisto, Emma (* 1994), finnische FußballspielerinEmma Koivisto (* 1994)

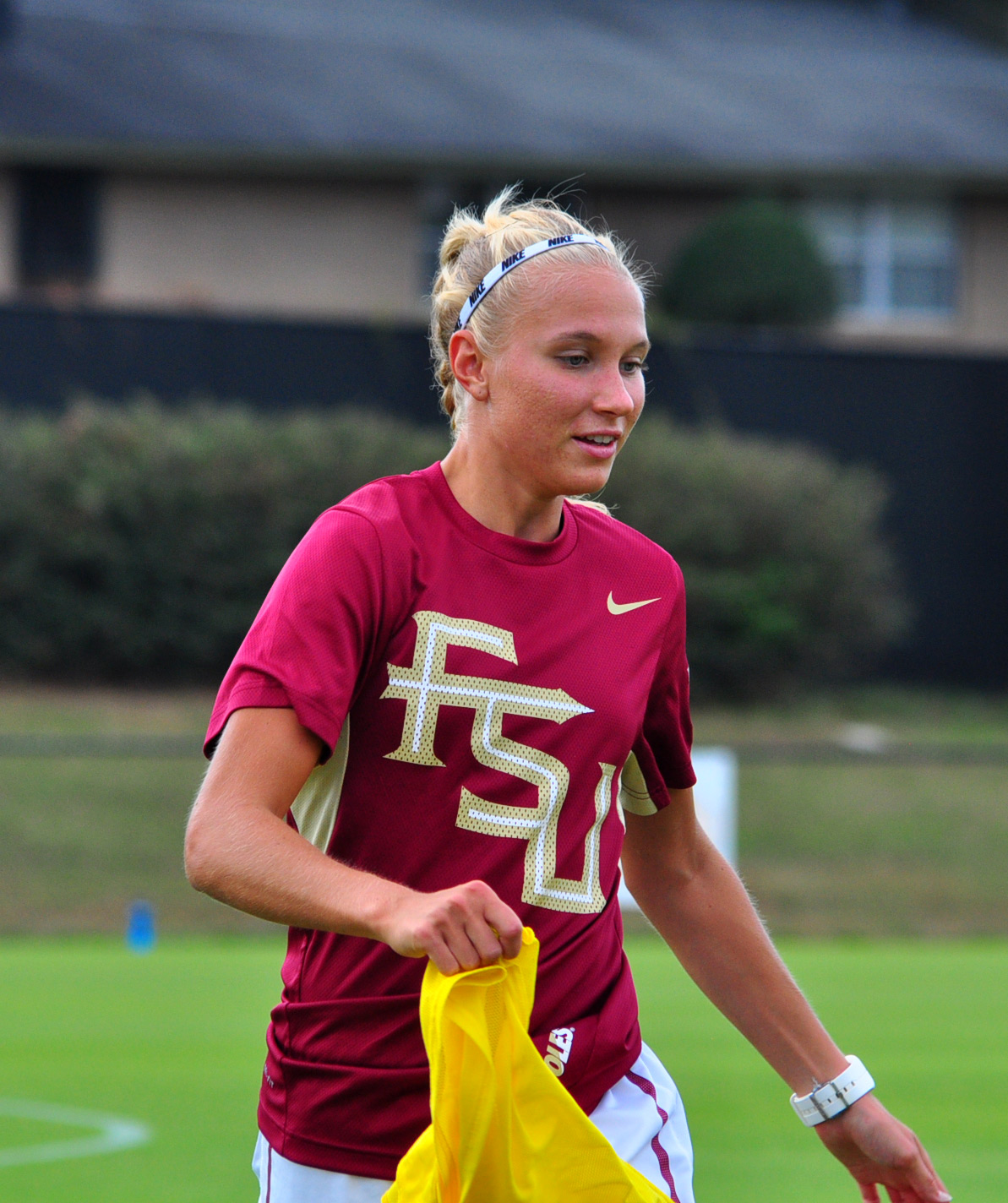
Emma Koivisto (* 1994)

- Koivisto, Mauno (1923–2017), finnischer Politiker und Staatspräsident
- Koivisto, Meri (* 1977), finnische Schauspielerin und Tänzerin
- Koivisto, Petri (1986–2024), finnischer Eishockeytorwart
- Koivisto, Saana (* 1996), finnische Schauspielerin
- Koivisto, Tellervo (* 1929), finnische Politikerin, Autorin, Ökonomin, Lehrerin, Hausfrau sowie Ehefrau von Mauno Koivisto und damit First Lady Finnlands (1982–1994)
- Koivisto, Tom (* 1974), finnischer Eishockeyspieler
- Koivisto, Toni (* 1982), finnischer Eishockeyspieler
- Koivisto, Vilma (* 2002), finnische Fußballspielerin
- Koivistoinen, Eero (* 1946), finnischer Jazzmusiker
- Koivu, Eerikki (* 1979), norwegisch-finnischer Eishockeyspieler
- Koivu, Mikko (* 1983), finnischer Eishockeyspieler
- Koivu, Saku (* 1974), finnischer Eishockeyspieler
- Koivula Kruger, Heli (* 1975), finnische Weit- und Dreispringerin
- Koivula, Ilkka (* 1966), finnischer Schauspieler
- Koivunen Bylund, Tuulikki (* 1947), finnisch-schwedische Bischöfin
- Koivunen, Aimo (1917–1989), finnischer Offizier
- Koivunen, Anna (* 2001), finnische Fußballspielerin
- Koivunen, Ari (* 1984), finnischer Rocksänger
- Koivunen, Brita (1931–2014), finnische Jazz- und Schlagersängerin
- Koivunen, Hannu (1948–2025), deutsch-finnischer Eishockeyspieler
- Koivuniemi, Paula (* 1947), finnische Sängerin
- Koivuranta, Anssi (* 1988), finnischer Nordischer Kombinierer und Skispringer
- Koivusaari, Tomi (* 1973), finnischer MusikerTomi Koivusaari (* 1973)

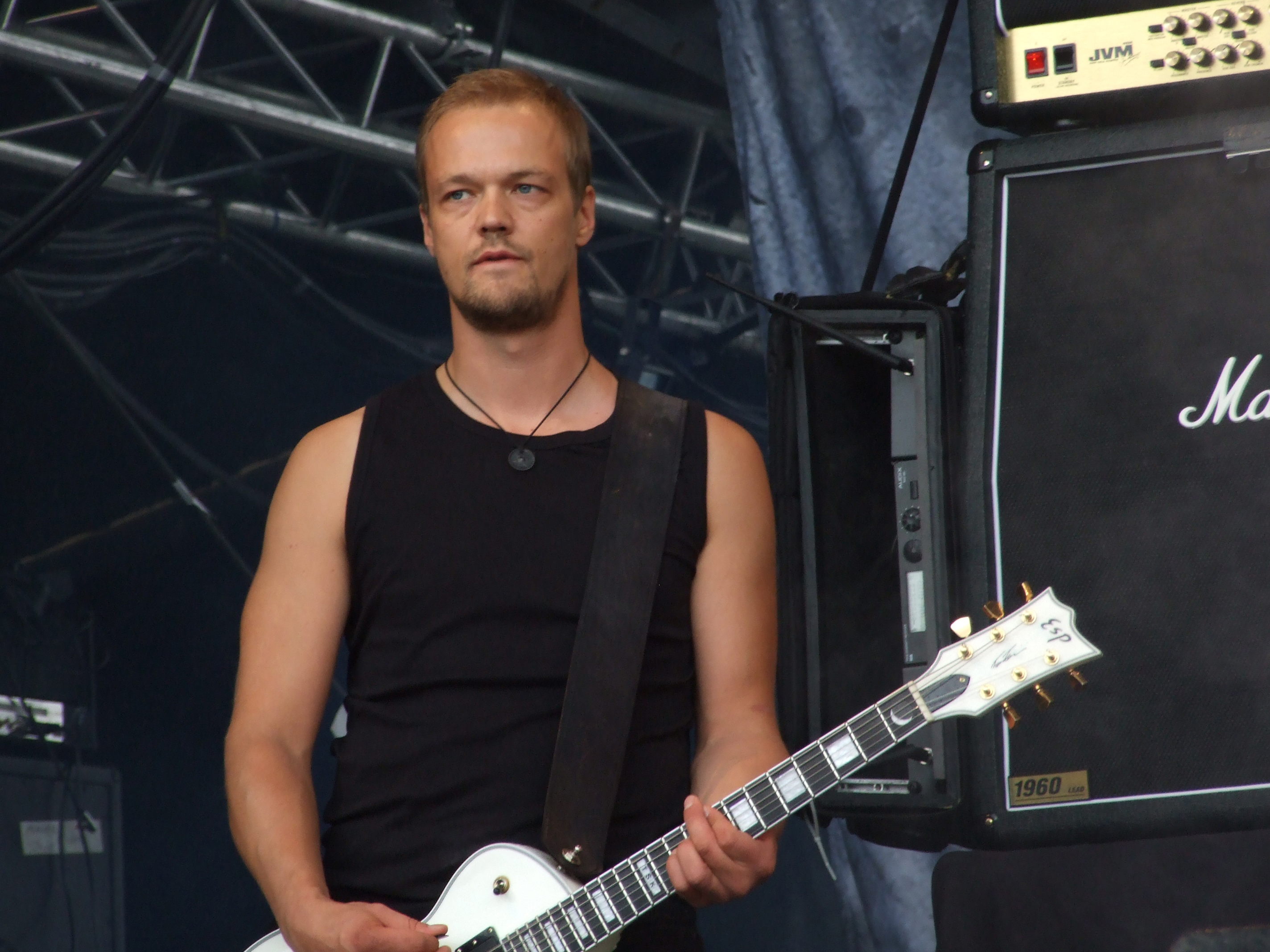
Tomi Koivusaari (* 1973)

### Koiz
- Koizar, Sigrid (* 1995), österreichische Basketballspielerin
- Koizumi, Ariane (* 1963), US-amerikanische Schauspielerin und Model
- Koizumi, Asaka (* 1988), japanische Fußballschiedsrichterin
- Koizumi, Chikashi (1886–1927), japanischer Lyriker
- Koizumi, Fumio (1927–1983), japanischer Musik-Ethnologe
- Koizumi, Gunji (1885–1965), japanischer Jiu Jitsu- und Judoprofessor, Pionier des Jiu Jitsu und Jūdō im Vereinigten Königreich
- Koizumi, Hiroshi (* 1969), japanischer Autorennfahrer
- Koizumi, Jun’ichirō (* 1942), japanischer Politiker, Premierminister von Japan (2001–2006)Jun’ichirō Koizumi (* 1942)

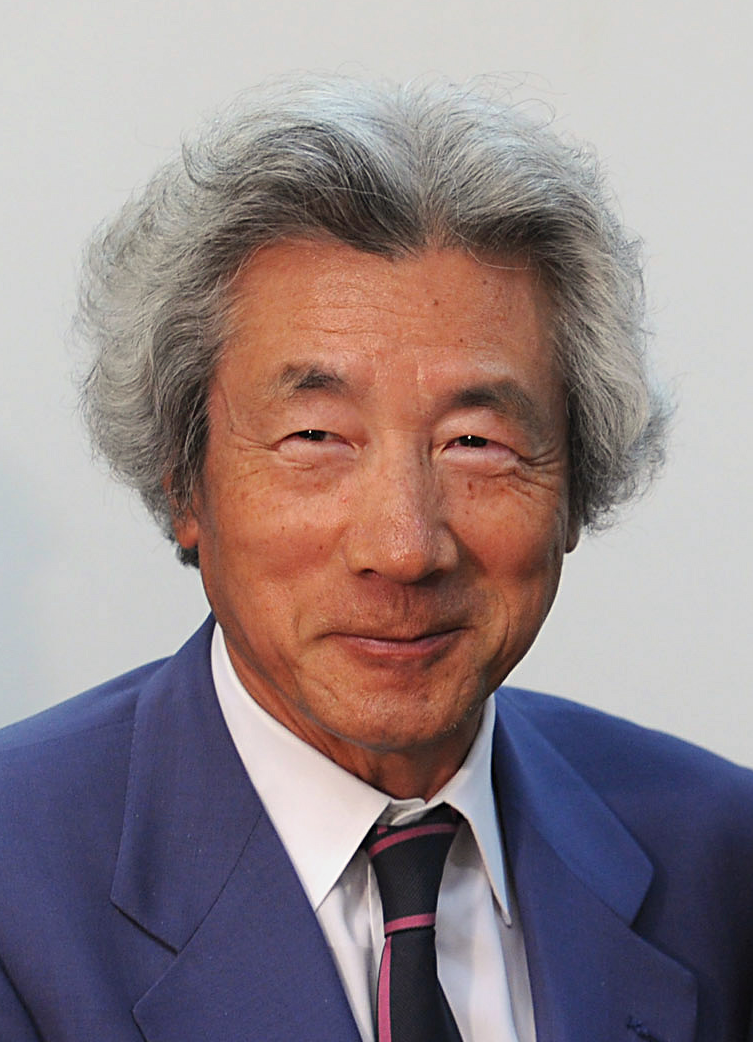
Jun’ichirō Koizumi (* 1942)

- Koizumi, Junji (* 1968), japanischer Fußballspieler
- Koizumi, Kazuhiro (* 1949), japanischer Dirigent
- Koizumi, Kazunari (* 1993), japanischer Eishockeynationalspieler
- Koizumi, Kei (* 1995), japanischer Fußballspieler
- Koizumi, Keiji (* 1976), japanischer Fußballspieler
- Koizumi, Kishio (1893–1945), japanischer Holzschnitt-Künstler der Yōga-Richtung
- Koizumi, Matajirō (1865–1951), japanischer Politiker
- Koizumi, Ryūji (* 1952), japanischer Politiker
- Koizumi, Satoshi (* 1985), japanischer Fußballspieler
- Koizumi, Shinjirō (* 1981), japanischer Politiker
- Koizumi, Shinzō (1888–1966), japanischer Wirtschaftsfachmann
- Koizumi, Yoshiaki (* 1968), japanischer Videospielentwickler
- Koizumi, Yoshio (* 1996), japanischer Fußballspieler
- Koizumi, Yūto (* 1995), japanischer Fußballspieler